# Tucuxi
El tucuxi, dofí d'estuari sud-americà, dofí fluvial o sotàlia (Sotalia fluviatilis) és un dofí que viu als rius de la conca de l'Amazones. El mot «tucuxi» (pronunciat com tucuixi) deriva del mot tupí tuchuchi-ana i ha estat adoptat com a nom comú de l'espècie. Tot i que viu en llocs similars als dofins de riu autèntics com ara el dofí de l'Amazones, el tucuxi no té una relació estreta amb ells, sinó que pertany al grup dels dofins oceànics.

## Noms populars
La sotàlia també rep els noms bufeo gris o bufeo negro en el castellà del Perú, i en portuguès, de boto-preto o pirajaguara al Brasil.